# Mecânica da fratura
A mecânica da fratura é a área da mecânica que estuda os processos mecânicos que levam à propagação de fendas, fissuras e outros "defeitos", diminuindo a resistência do material, provocando a fratura (rotura) do mesmo. Utiliza métodos analíticos da mecânica dos sólidos para calcular a força motriz em uma trinca e métodos da mecânica dos sólidos experimental para caracterizar a resistência do material à fratura.
Na moderna ciência dos materiais, a mecânica da fratura é uma ferramenta fundamental na melhoria do desempenho mecânico de materiais e componentes. Aplica a física de tensão e deformação, em particular as teorias da elasticidade e plasticidade, aos defeitos cristalográficos microscópicos encontrados em materiais reais, a fim de prever a falha mecânica macroscópica dos corpos. A fractografia é amplamente utilizado com a mecânica da fratura para entender as causas das falhas e também verificar as previsões teóricas de falha com falhas reais.

## Mecânica da fratura linear elástica

### Critério de Griffith
A mecânica da fratura foi desenvolvida durante a Primeira Guerra Mundial pelo engenheiro aeronáutico inglês Alan Arnold Griffith, visando explicar o mecanismo de falha de materiais frágeis. O trabalho de Griffith foi motivado por dois fatos contraditórios:
- A tensão necessária para fraturar um bloco de vidro é aproximadamente 100 MPa;
- A tensão teórica necessária para quebras ligações atômicas é aproximadamente 10 000 MPa.

Uma teoria era necessária para reconciliar estas observações conflitantes. Além disso, experiências com fibra de vidro realizadas por Griffith sugeriram que a tensão de fratura aumentava com o decréscimo do diâmetro das fibras. Assim, a resistência à tração uniaxial, que era usada extensivamente para prever a falha do material antes de Griffith, não poderia ser uma propriedade material independente do corpo de prova. Griffith sugeriu que a baixa resistência observada em experimentos, assim como a dependência de tamanho da resistência, seria devida à presença de falhas microscópicas no material.
Para verificar a hipótese de falha, Griffith introduziu uma falha artificial em seu corpo de prova.

### Bibliography
- C.P. Buckley, "Material Failure". Notas de aula (2005), Universidade de Oxford.
- T.L. Anderson, "Fracture Mechanics: Fundamentals and Applications" (1995) CRC Press.